# Troja
Troja (altgriechisch Τροία Troia oder Τροίη Troiē, beides (f. sg.); auch ἡ Ἴλιος hē Ílios, „die Ilios“ oder τὸ Ἴλιον tó Ílion, „das Ilion“; lateinisch Troia oder Ilium; türkisch Truva) war eine Stadt im Altertum. Sie war Schauplatz des Trojanischen Krieges, wie er in den – dem Dichter Homer zugeschriebenen – Epen Ilias und Odyssee geschildert wird. In diesen beiden Werken wird die Stadt allerdings als Ilios bezeichnet, während der Name Troja dort die umgebende Landschaft meint. Bereits seit der Antike ist Troja jedoch zur Bezeichnung der im Trojanischen Krieg umkämpften Stadt geworden. Durch die beiden homerischen Epen ist der Ort in die Weltliteratur eingegangen und für Geschichten wie das Trojanische Pferd bekannt. Die Stadt Troja lag nach heutiger Lehrmeinung in der Landschaft Troas im Nordwesten der heutigen Türkei, einer verbreiteten Forschungsmeinung zufolge auf dem Hisarlık Tepe in der Provinz Çanakkale. Die dortigen Ruinen werden seit dem 19. Jahrhundert erforscht und wurden mittlerweile zum UNESCO-Welterbe erklärt. Ob Troja tatsächlich dort zu verorten ist und in der bei Homer beschriebenen Form überhaupt jemals existiert hat, ist jedoch in der Fachwelt stark umstritten (so etwa im Rahmen der Tübinger Troja-Debatte). In den Altertumswissenschaften wird die lateinische Schreibweise Troia verwendet, die der altgriechischen Schreibweise entspricht.

## Hypothesen um „Troja“

Landkarte der Troas

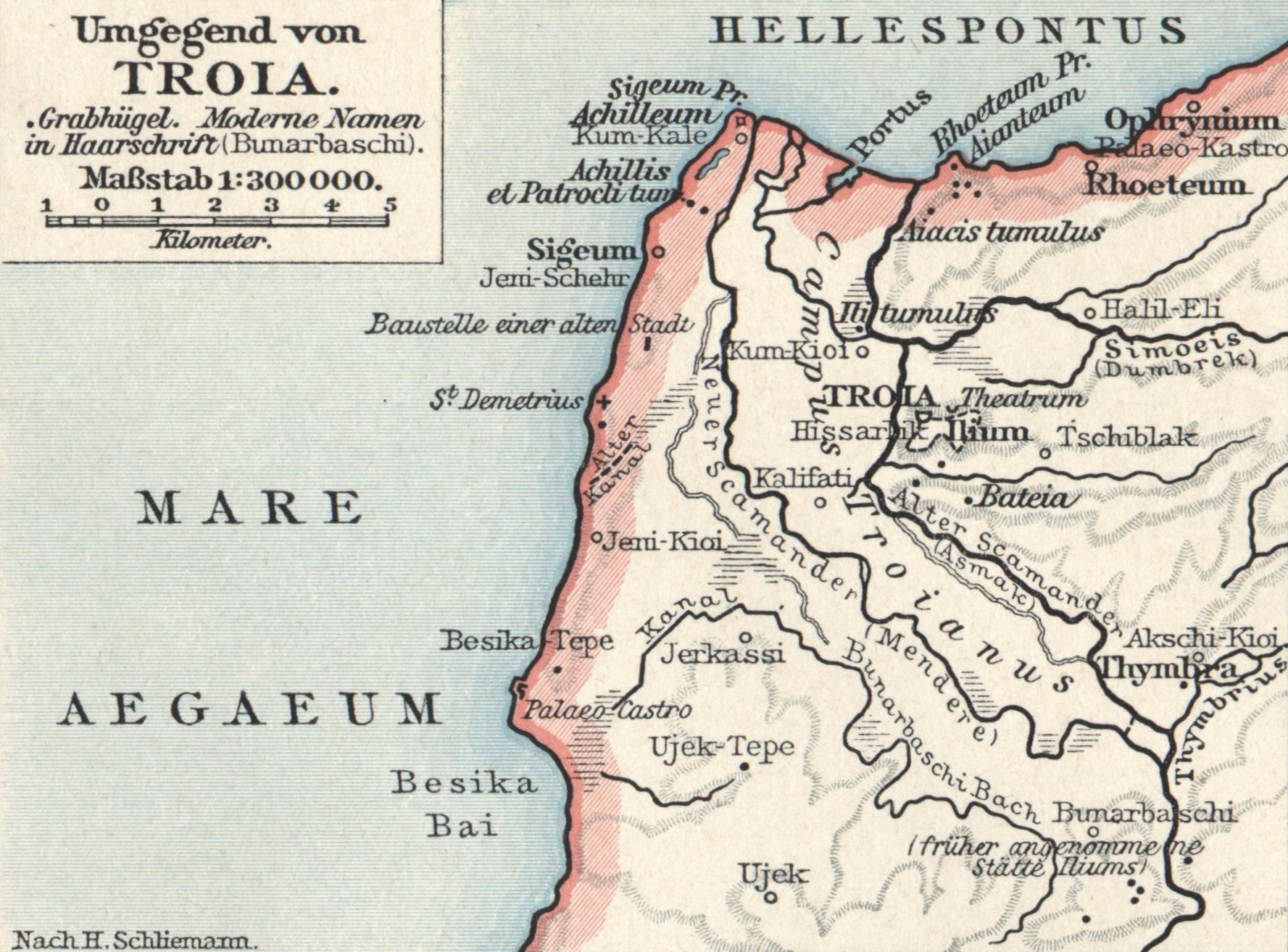
Umgebung von Troja nach Heinrich Schliemann

### Historizität
Die Frage, ob ein Krieg zwischen Griechen und Ilios (Troja) tatsächlich stattgefunden hat, ist bislang nicht abschließend zu beantworten. Von der Frage nach einem solchen Krieg ist die Frage zu trennen, ob es die Stadt Ilios (Troja) gegeben hat. Homer wird als Gründer der abendländischen Literatur angesehen, seine gewaltigen Versepen haben sich schon im Altertum größter Beliebtheit erfreut, und die Frage nach dem realen Troja zog jahrhundertelang viel Interesse auf sich.

### Lage
- In der Zeit der griechischen Antike gab es eine reale Stadt Ilion. Sie wurde damals mit dem berühmten Troja Homers gleichgesetzt. Da die Überlieferung abgebrochen ist, geriet auch die Lage dieses Troja in Vergessenheit.
- Seit dem 18. Jahrhundert wird vermutet, dass das Troja Homers sich auf dem Hügel Hisarlık befindet. Dort hat im 19. Jahrhundert der Deutsche Heinrich Schliemann im großen Stil gegraben. Es wurden seitdem Siedlungen gefunden, die über einen langen Zeitraum entstanden sind: vom 5. Jahrtausend v. Chr. bis ins 5. Jahrhundert n. Chr.
- In der Mitte der heutigen Türkei lag das Zentrum des Reichs der Hethiter, das große Teile Kleinasiens und Syriens beherrschte und im frühen 12. Jahrhundert v. Chr. zusammenbrach. In hethitischen Quellen wird zwischen ca. 1400 und ca. 1200 v. Chr. mehrmals eine Stadt oder Region namens Wiluša erwähnt. Es gibt Hinweise, denen zufolge diese Stadt möglicherweise identisch ist mit der Anlage auf dem Hisarlık. Erstmals wurde eine Gleichsetzung von Wiluša und Ilios/Troja 1924 durch Paul Kretschmer vertreten.[2] Nach der Übersetzung und Interpretation eines 1986 gefundenen hethitischen Staatsvertrags[3] war die geopolitische Situation im Süden und Westen Kleinasiens während des 13. Jahrhunderts v. Chr. wesentlich besser bekannt. Aufgrund der Angaben dieses Vertrags und auch der Entzifferung der Felsinschrift von Karabel durch John David Hawkins kamen Hawkins und Frank Starke zu dem Schluss, dass Wiluša ganz im Nordwesten Anatoliens, im Bereich der Troas gelegen haben muss.[4] Gegen diese Lokalisierung von Wiluša und eine Gleichsetzung mit Ilion wurden allerdings auch Bedenken geäußert[5] und auch nach der Auswertung des Staatsvertrags und anderer Quellen eine Lokalisierung Wilušas an ganz anderen Orten vertreten.[6]

Es ist vorherrschende Meinung, die in geringerem Teil auch in den Altertumswissenschaften gelehrt wird, dass das Troja Homers mit einer Siedlungsschicht auf dem Hügel Hisarlık identisch ist. Der Hügel besteht jedoch aus vielen Siedlungsschichten, die aus einem Zeitraum von mindestens 3500 Jahren stammen. Welche Schicht mit dem von Homer beschriebenen Troja übereinstimmt, konnte bisher nicht geklärt werden. Auch die Frage, ob es einen Trojanischen Krieg zwischen Griechen und Trojanern gegeben hat, ist nach wie vor umstritten.
Ein Streitpunkt in der Tübinger Troja-Debatte ab 2001/2002 war ferner, wie groß die Anlage um den Hisarlık gewesen ist. Manfred Korfmann hatte bei Ausgrabungen abseits des Burgberges eine Unterstadt entdeckt, die deutlich größer war als der zuvor meist erforschte Hügel. Diese Entdeckungen und ihre Interpretation spielen eine wichtige Rolle bei der Frage, ob die Siedlungen des Hisarlık tatsächlich eine überregionale Bedeutung (wie das Troja Homers) hatten. Vor allem der Althistoriker Frank Kolb vertritt die Ansicht, die Siedlungen des Hisarlık seien eher unbedeutend gewesen, was gegen eine Gleichsetzung von Troja und Hisarlık spräche.

### Sprache/Ethnizität
Die Sprache Trojas ist – schon wegen der umstrittenen Lage – ungeklärt. Ausgeschlossen wird zumeist, dass die Trojaner Griechen waren. Unter der Voraussetzung, dass Ilios einer Siedlungsschicht auf dem Hisarlık Tepe entspricht, gibt es folgende Überlegungen:
Griechischer Einfluss
Eine nachbarschaftliche griechische Beeinflussung ist durchaus möglich. Insbesondere wird hier die Ähnlichkeit der Namen Alaksandu und Alexander angeführt.
Anatolischer Einfluss
Immer wieder wird die Vermutung vertreten, dass die Trojaner eine Anatolische Sprache verwendeten. Jedenfalls ist ein Austausch mit anatolischen Sprachen wahrscheinlich. Insbesondere ist hier die #Hethiter-These von Joachim Latacz zu nennen.
Tyrsenische Hypothese
Der Leidener Sprachwissenschafter Alwin Kloekhorst vermutet eine Zugehörigkeit zu den Tyrsenischen Sprachen. In seine Theorie würde die Vermutung passen, dass die ebenfalls tyrsenischen Etrusker geflüchtete Trojaner entweder waren oder aufnahmen, was dem Aeneasmythos einen wahren Kern verliehe.

### Hypothese von Raoul Schrott

Stadtmauer von Karatepe

Der Komparatist und Schriftsteller Raoul Schrott nimmt insbesondere aufgrund assyrischer Texte an, dass Homer ein des Griechischen kundiger Schreiber in assyrischen Diensten in der Provinz Kilikien gewesen sei. Er habe für das dortige Publikum einen älteren griechischen Stoff vom Trojanischen Krieg auf die lokale Umgebung übertragen. Schrott behauptet nicht, dass Troja in Kilikien gelegen habe; vielmehr habe sich der Dichter ein Objekt der Anschauung gesucht, das ihm geeignet schien, um in seinem Epos die Festung nach diesem Vorbild auszumalen. Dieses Objekt sei der Burghügel Karatepe-Arslantaş gewesen. Dessen riesige Burgruine verfüge mit ihrem starken Wall und vielen Wehrtürmen auf einem 225 m hohen Hügel nicht nur über die „Krone mit Türmen“ aus Homers Ilias, sondern auch – im Gegensatz zu Schliemanns Troja – über die zwei aus der Erzählung bekannten gewaltigen Tore im Süden und Norden sowie die in der Ilias erwähnten schneebedeckten Berge im Hinterland und einen langen Strom mit wilder Furt und warmen Quellen weiter östlich. Wichtigster Kritiker dieser Annahme ist der Altphilologe Joachim Latacz.

### Hypothese von Eberhard Zangger
Eine der von der Fachwissenschaft allgemein abgelehnten Lokalisierungshypothesen zu Atlantis wurde von dem Geoarchäologen Eberhard Zangger in seinem 1992 erschienenen Buch Atlantis – Eine Legende wird entziffert entwickelt. Sie besagt, Platons Atlantis weise archäologisch nachweisbare Merkmale des historischen Troja auf und sei das durch die Griechen vernichtete Troja gewesen.
In späteren Publikationen baute Zangger seine Deutungen zum Trojanischen Krieg aus, mit denen er im Gegensatz zu großen Teilen der Fachwelt steht. Er verbindet den Trojanischen Krieg unter anderem mit den Seevölkern und den von ihnen ausgelösten Umbrüchen im Mittelmeerraum sowie mit dem Großreich der Luwier. In diesem Zusammenhang glaubt er auch Funde wie den Diskos von Phaistos erklären zu können.

## Geographie
Koordinaten: 39° 57′ 26″ N, 26° 14′ 19″ O
Troja befand sich sehr wahrscheinlich auf dem 15 Meter hohen Siedlungshügel Hisarlık (türkisch für „Burghügel“) an den Dardanellen. Möglicherweise kontrollierte die Siedlung seit der Bronzezeit den Zugang zum Schwarzen Meer. Die Schiffe konnten damals noch nicht gegen den Wind kreuzen. Nach Ansicht von Manfred Korfmann warteten sie daher im Hafen der Festung auf günstige Winde, und der Wegzoll sowie die Lotsen- und Schutzgebühren, welche die Schiffe an Troja entrichten mussten, brachten der Stadt Reichtum. Diese Ansicht ist allerdings umstritten: Es wird sowohl das Vorliegen einer substantiellen Schifffahrt vom Mittelmeer ins Schwarze Meer während der späten Bronzezeit bezweifelt wie auch die Tatsache, dass dafür der Hafen der Festung angesteuert worden wäre.
Berühmtheit erlangte der Ort in der Antike durch die Dichtung Ilias von Homer und den dort beschriebenen sagenhaften Trojanischen Krieg. Noch in der Spätantike wurden der Ort und seine sagenhaften Helden im Römischen Reich hoch verehrt (siehe Aeneis), und der Hügel Ilium war weitbekannt. Mit dem Beginn des christlichen Mittelalters geriet Troja (und damit auch die Lage der Stadt) in Vergessenheit.
Die Existenz und die Lage Trojas gehören seit zwei Jahrhunderten zu den umstrittenen Themen der Archäologie. Die auseinandergehenden Meinungen mündeten schließlich in die Troja-Debatte (siehe unten). Heute ist die Mehrheit der Altertumswissenschaftler der Ansicht, dass eine Siedlungsschicht auf dem Hisarlık das von Homer beschriebene Troja ist. Bei Homer wird der Ort vor allem Ilios (griech. Ἴλιος) genannt und an einer Stelle Ilion (Ἴλιον). Unklar bleibt, inwieweit Homers Schilderung eines Krieges zutrifft.

## Siedlung auf dem Hügel Hisarlık
Der Kern der Stadt lag auf dem Siedlungshügel Hisarlık, der oft auch als Zitadelle bezeichnet wird. Hier können sieben Schichten unterschieden werden, die in die Bronzezeit von 3000 bis 1000 v. Chr. datieren. Es ist unsicher, inwieweit die Umgebung des Hügels auch besiedelt war. In griechisch-römischer Zeit stand hier eine mittelgroße Stadt, deren Bebauung viele frühere Reste zerstörte.

### Bronzezeit

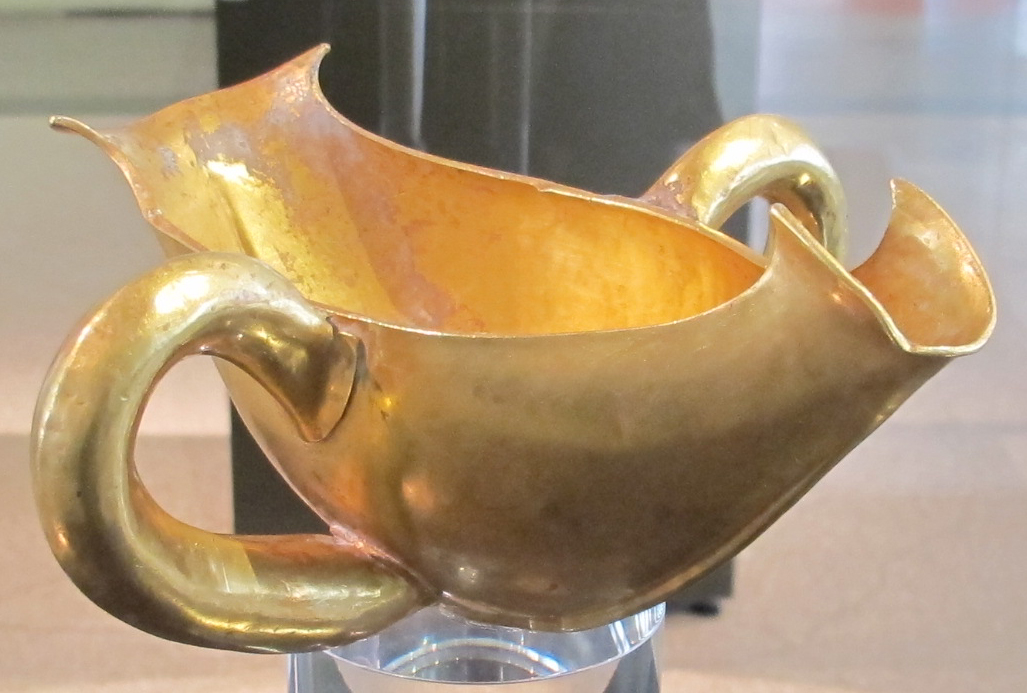
Goldenes Gefäß aus dem Schatz des Priamos

Die erste Zitadelle (Troja I) war nur etwa 85 × 95 m groß. Diese Zitadelle bestand aus einer Kalksteinmauer, die eine innere Bebauung schützte. Troja I wurde anscheinend in einem Feuer zerstört. Die nachfolgende Siedlung, Troja II (etwa 2550 bis 2300 v. Chr.), war wesentlich größer, doch lässt sich kein Bruch in der kulturellen Entwicklung feststellen. Diese Schicht ist fast vollständig von Schliemann ausgegraben worden. Auf der Zitadelle gab es ein großes megaronartiges Gebäude. Aus dieser Schicht stammen auch diverse Schatzfunde mit goldenen Objekten. Im Umland entstand nun die sogenannte Unterstadt, die von einer Palisade umgeben war, die etwa 200 Meter von der Zitadelle angegraben werden konnte. Der Umfang der Unterstadt ist unklar.
Aus Troja II stammen die meisten Schatzfunde (Depotfunde), die durch den Reichtum an Goldobjekten auffallen. Schatz A, besser bekannt als der Schatz des Priamos, besteht aus etwas mehr als 100 Objekten, worunter sich Goldgefäße, Golddiademe mit Gehänge, Ohrringe, Armreifen und zahlreiche Ketten befinden. Nach heutigem, allgemein anerkanntem Forschungsstand ist die Bezeichnung irreführend. Der Schatz wird etwa 1000 Jahre früher datiert als der Trojanische Krieg, der vermutlich im späten 2. Jahrtausend v. Chr. stattfand. Die anderen Schätze sind meist kleiner. Bemerkenswert ist Schatz L mit einer Reihe von steinernen rituellen Äxten und zahlreichen kleinen Bergkristallobjekten, bei denen es sich zum Teil um Knäufe, zum Teil um zahlreiche kleine, linsenförmige Objekte unsicherer Funktion handelt.
Wenig ist zu Troja III bis V bekannt, vor allem da Heinrich Schliemann diese Schichten zum großen Teil entfernte. Kein Kulturbruch von Troja II zu Troja III (ca. 2300 bis 1750 v. Chr.) ist zu beobachten und die Festungsmauern waren immer noch in Gebrauch. In Troja III war der Ort anscheinend dicht besiedelt. Freistehende Häuser sind nicht bezeugt. Es können mehrere Unterschichten belegt werden. Bemerkenswerterweise sind die Häuser vollkommen aus Stein erbaut, während sie in anderen Perioden nur Steinfundamente haben.

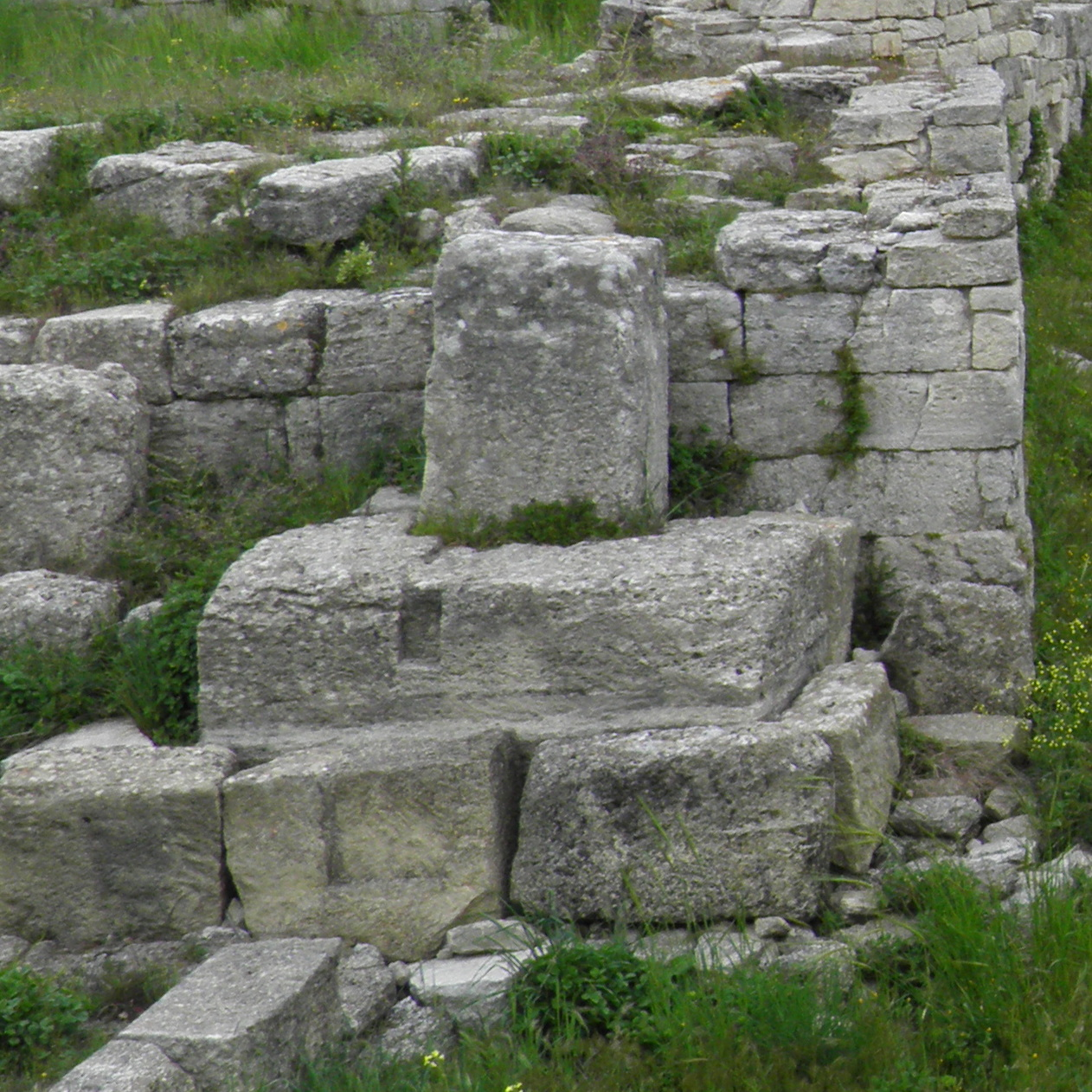
Das Südtor von Troja VI

In der Schicht Troja VI (ca. 1750 bis 1300 v. Chr.) hatte die Zitadelle die stärksten Mauern mit etwa 4 bis 5 m Breite und vielleicht einer Höhe von 10 m. Diese monumentalen Mauern wurden zur etwa selben Zeit wie ein Verteidigungsgraben in der Unterstadt errichtet. Der Graben war etwa 4 m breit und 1 bis 2 m tief. Der südlichste Teil des Grabens lag etwa 400 m südlich der Zitadelle, womit der Graben ein Gebiet von 25 bis 35 Hektar schützte. Es ist aber unbekannt, wie dicht die Unterstadt besiedelt war. Bei Ausgrabungen kamen Hausreste zu Tage, die zumindest eine lose Besiedlung sichern. Die innere Bebauung der Zitadelle ist in hellenistischer Zeit zerstört worden. Nur Teile der Randbebauung waren bei den Ausgrabungen erhalten, darunter befand sich ein zweistöckiger Bau mit Säulen, der eventuell als Weberei diente. Das Haupttor zur Zitadelle lag nun an der Südseite. Neben dem Tor fand sich ein länglicher Bau, der vielleicht eine Kultfunktion hatte.
Bei Troja VIIb handelt es sich um die homerische Stadt. Gerade die Reste dieser Perioden sind jedoch sehr schlecht erhalten. In dieser Zeit ist ein Anstieg minoischer Importkeramik, aber auch mykenischer Keramik zu beobachten. Es gibt Anzeichen, dass die Befestigungsanlagen verstärkt wurden.

### Die griechische Stadt

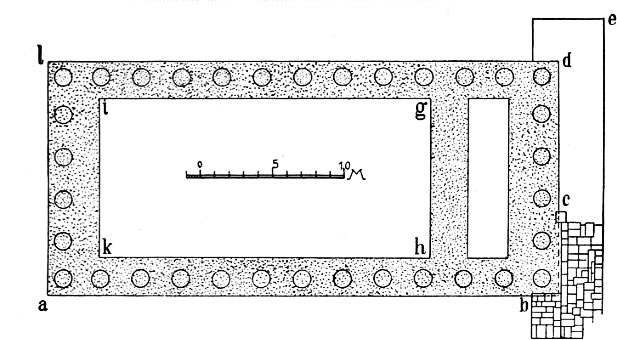
Plan der erhaltenen Fundamente des Athene-Tempels

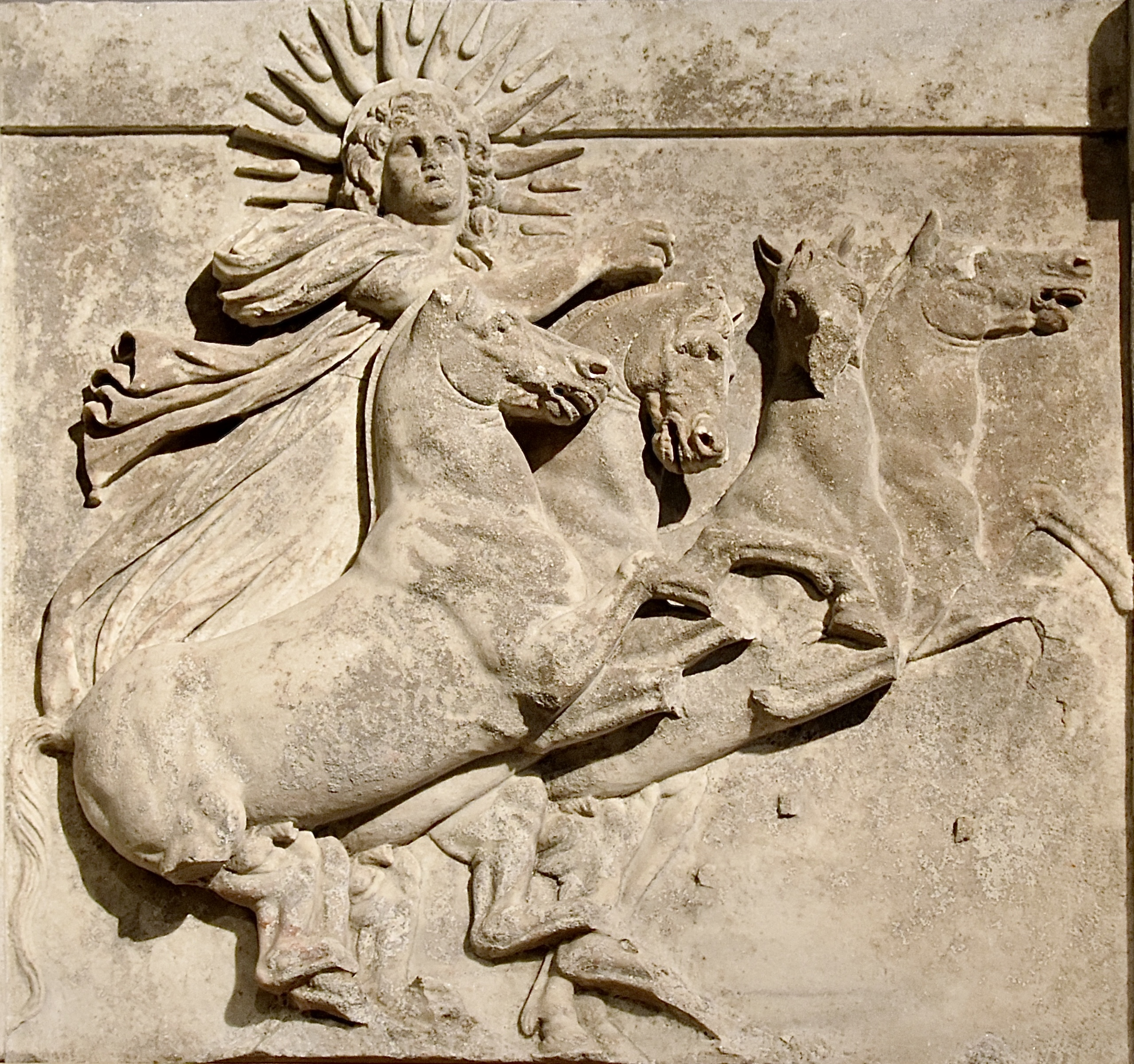
Metope im Athene-Tempel

Wenig ist zum Troja der frühen Eisenzeit (Troja VIIb) bekannt. Es gibt kaum Funde von Architektur, doch sind die bestehenden Bauten weiter genutzt worden. Keramikfunde deuten auf starken griechischen Einfluss in dieser Zeit. Wahrscheinlich siedelten hier Aioler. Umfangreichere Neubauten sind erst aus der archaischen Periode bekannt, mit der die Anfänge von Troja VIII verbunden sind. Ein Steinbau wurde im Westen der Zitadelle errichtet, etwas weiter südlich standen zwei Altäre. Es handelt sich um den Ort, der später als Westheiligtum bezeichnet wird. Hier stand wahrscheinlich schon zu dieser Zeit ein Tempel. In spätarchaischer Zeit wurde hier ein weiterer Bau errichtet, bei dem es sich wahrscheinlich um einen Tempel handelte. Der Bau war 18 m lang und 8 m breit. Es sind zwei Räume erhalten, die als Naos und Pronaos gedeutet werden. Es fand sich das Kapitell einer äolischen Säule. Kurz nach 546 v. Chr. kamen die Region und die Stadt unter die Herrschaft des Achämenidenreiches. Xerxes I. besuchte auf seinem Griechenlandfeldzug die Stadt im Jahr 480 v. Chr., opferte der Athene 1000 Rinder und ehrte die Helden der Stadt. Monumente wie der Dedetepe-Tumulus, der Sarkophag von Altıkulaç und der Polyxenasarkophag belegen den Wohlstand der Troas unter achämenidischer Herrschaft. Demnach gab es zu dieser Zeit in der Stadt schon ein bedeutendes Heiligtum der Athene. Archäologisch sind wenige Reste aus dieser Zeit erhalten. Die Stadt scheint relativ klein gewesen zu sein.
Alexander der Große besuchte die Stadt im Jahr 334 v. Chr. und verlieh ihr den Status einer Polis. In den darauffolgenden Jahren organisierte Antigonos I. Monophthalmos die Troas neu. Der König richtete einen Verbund von elf Städten ein, die um den Kult der Athene von Ilion organisiert waren. Troja wurde der Hauptort des Verbundes. In hellenistischer Zeit begann die Stadt auch eigene Münzen zu prägen. Es handelte sich zunächst um Bronzeemissionen, unter dem seleukidischen König Antiochos II. wurden auch Silbermünzen, die den Kopf des Herrschers zeigen, herausgegeben. Für Seleukos I. wurde ein Altar auf der Agora errichtet. Ein Monatsname wurde in Seleukeios umbenannt. In diesem Monat fanden Feste zu Ehren des Herrschers statt. Die Stadt wollte sich also gegenüber den neuen Herrschern loyal zeigen.
Um 300 v. Chr. wurde ein neues Theater (Theater A) errichtet. Es liegt in der südwestlichen Ecke des Stadthügels und fasste einst etwa 10.000 Besucher. Die Sitzreihen sind hufeisenförmig angelegt. Die Bühne war wahrscheinlich einst aus Holz, da keinerlei Funde auf eine Steinkonstruktion hindeuten. Der Bau des Theaters kann durch eine Inschrift des Jahres 306 v. Chr. gut datiert werden. Die Inschrift bezeugt, dass ein gewisser Malousios 1450 und 3500 Statere für den Bau eines Theaters und weitere damit verbundene Kosten bereitstellte.
Wahrscheinlich unter Antiochos Hierax (263–226 v. Chr.) erhielt die Stadt eine Stadtmauer und die Unterstadt einen Grundriss nach dem Hippodamischen Schema, der bis in die byzantinische Periode Bestand haben sollte. Die Portikus des Athene-Tempels und ein erstes Bouleuterion (Versammlungssaal, wird auch als Theater B bezeichnet) sind danach orientiert, sind also etwa gleichzeitig oder später errichtet worden. Das erste Bouleuterion ist nur schlecht erhalten, sodass man sich keine klare Vorstellung von dessen Aussehen machen kann. Die Stadtmauer war etwa 3,6 km lang und bestand aus den äußeren Schalen von gut behauenen Steinen und einer Geröllschüttung als Füllung. Nur ein Stadttor wurde bisher freigelegt. Es liegt an der Nordostecke der Zitadelle, an der Straße, die zum Theater der Stadt führt. Hier befand sich die Agora der Stadt mit diversen öffentlichen Bauten.

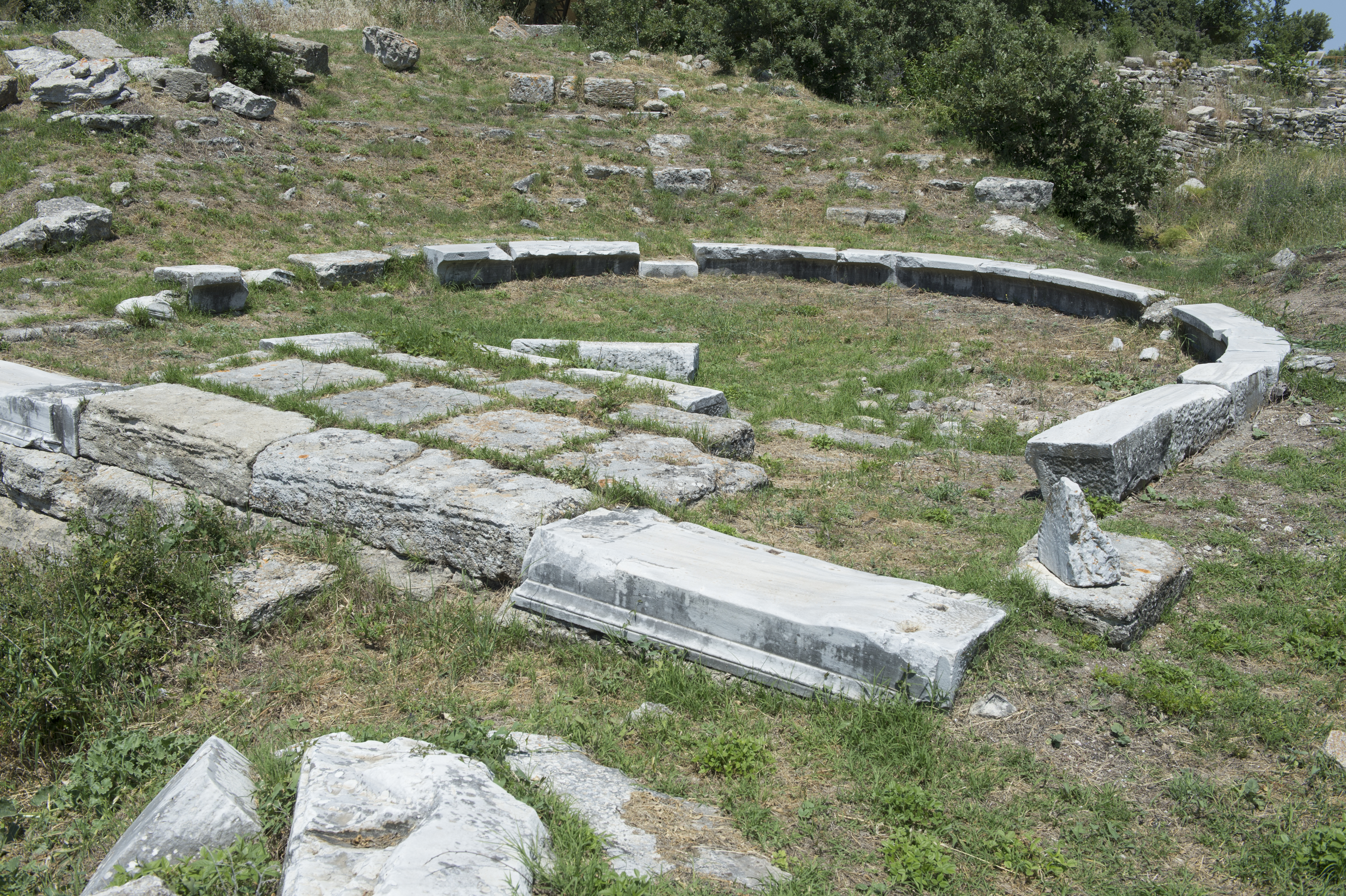
Die Reste des Bouleuterions

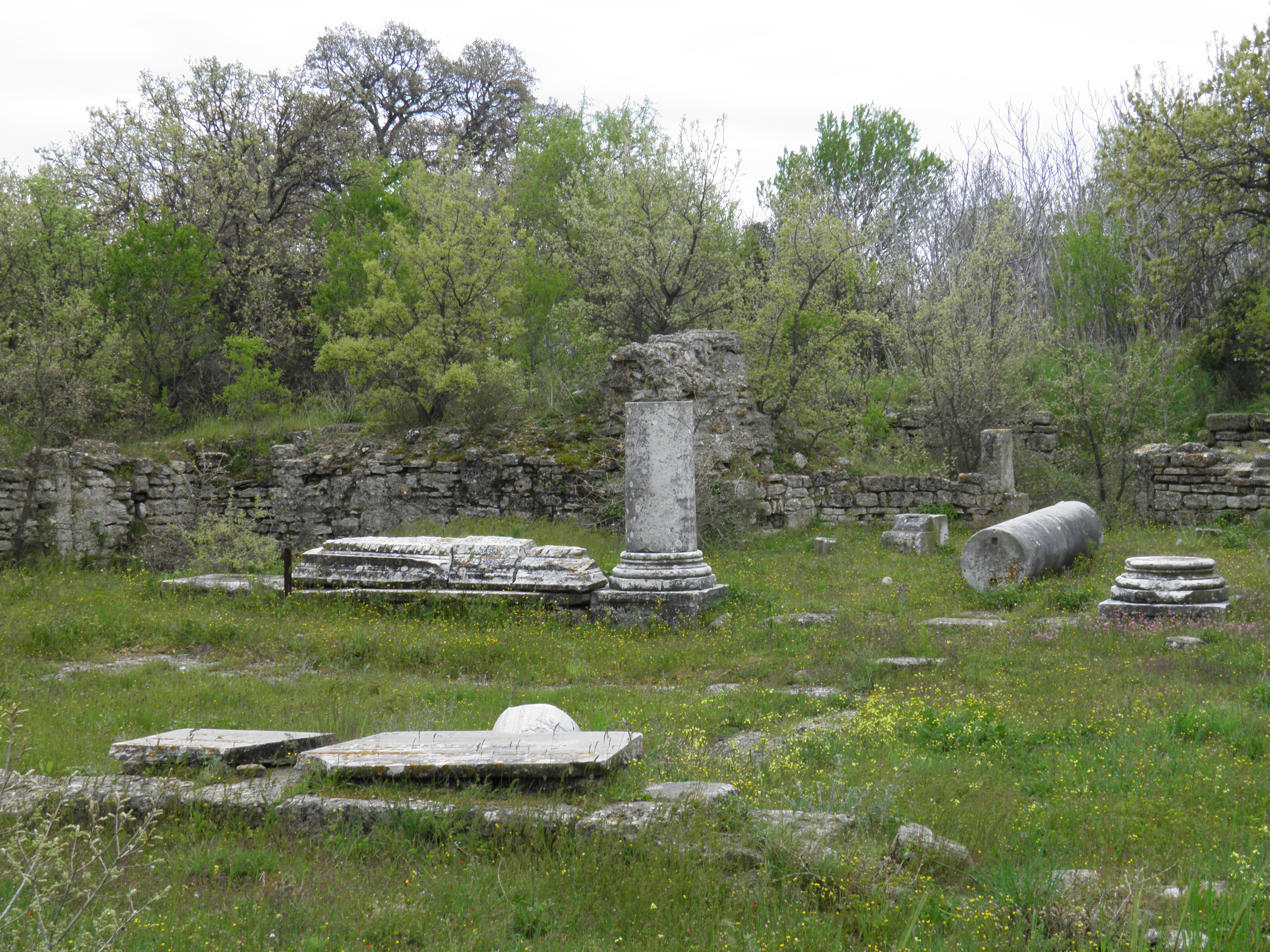
Reste des Bades

Zu etwa der gleichen Zeit wurde auch der Tempel der Athene vollkommen neu aufgebaut. Zur Zeit der Fertigstellung handelte es sich um den größten dorischen Tempel in Kleinasien. Der Bau war 16,40 × 35,70 m groß, was etwa 50 × 100 dorischen Fuß entspricht. Der Tempel hatte einen Pronaos sowie einen Opisthodom und war vollkommen aus Marmor errichtet. Sein Säulenkranz hatte 6 × 12 Säulen, der Fries des Gebälkes war mit Metopen geschmückt. Der Tempel stand auf einer Terrasse (109 × 88 m), für die ältere Bauten der Zitadelle eingeebnet wurden. Auf drei Seiten gab es eine Portikus.
In hellenistischer Zeit wurde auch das Westheiligtum ausgebaut. Nur wenige Inschriften wurden hier gefunden, sodass unklar bleibt, welche Gottheiten hier verehrt wurden. Viele Terrakotten deuten jedoch auf einen Kult der Kybele. Mindestens zwei Tempel wurden errichtet (Tempel A und Tempel B). In späthellenistischer Zeit wurde neben Tempel A ein etwa rechteckiger Bau unbekannter Funktion erbaut. Im Südwesten stand eine weitere Anlage. Es handelt sich um eine rechteckige Umfassung mit einem Altar. In späthellenistischer Zeit wurde im Zentrum ein neuer Tempel errichtet, der jedoch nur sehr schlecht erhalten ist. Das Gebäude war jedoch reich ausgestattet. Es fanden sich Mosaiken und umfangreiche Reste von Wandmalereien. Tempel B verlor seine Funktion und wurde als Werkstatt genutzt.
Im 2. Jahrhundert v. Chr. wurde ein neues Bouleuterion (Versammlungssaal) errichtet, das das kleinere des 3. Jahrhunderts v. Chr. ersetzte. Der Bau war rechteckig (26 × 29 m). Das einstige Aussehen kann nur schwer rekonstruiert werden, doch war die Fassade mit dorischen Säulen dekoriert. Der Vortragsbereich war mit Marmor in verschiedenen Farben dekoriert. Die eigentlichen Sitzreihen bestanden aus Kalkstein, nur die unterste Reihe war aus Marmor.

### Die römische Stadt
Da die Römer ihre Stadt auf Aeneas, einen Trojaner, zurückführten, hatte der Ort eine besondere Bedeutung in Roms Propaganda, und viele Kaiser besuchten die ansonsten nicht sehr bedeutende Stadt, die sie mit Gebäuden und Statuen ausschmückten. Im Laufe des Ersten Mithridatischen Krieges wurde die Stadt im Jahr 85 v. Chr. belagert, da die Bewohner dem Gaius Flavius Fimbria die Gefolgschaft verweigerten. Antike Quellen berichten von der Zerstörung der Stadt, die jedoch in den archäologischen Quellen kaum nachzuweisen ist. Nur im Westheiligtum gibt es eindeutige Verwüstungsspuren. Kurz darauf besuchte Sulla die Stadt, der auch Renovierungsarbeiten angeordnet haben soll. Nichts davon ist erhalten. Eine Inschrift aus dem Jahr 80/79 v. Chr. berichtet von der Ankunft von Soldaten. Dies mag mit der Piraterie zu tun haben, mit der die Region zu kämpfen hatte. 62 v. Chr. wurde in der Stadt eine Statue zu Ehren von Gnaeus Pompeius Magnus errichtet, der sich um die Bekämpfung von Piraten verdient gemacht hatte.
Im Jahr 20 v. Chr. besuchte Kaiser Augustus die Stadt während seiner Kleinasienreise. Aus dieser und der folgenden Zeit gibt es Belege für eine verstärkte Bautätigkeit. Neben dem Westheiligtum, das nun zum großen Teil eingeebnet war, entstand ein großer rechteckiger Bau (34 × 24 m) unbekannter Funktion. Ein ähnlicher Bau (37 × 22 m) wurde auch südlich des Athenetempels errichtet. Die Funktion ist wiederum unbekannt. Im Jahr 18 n. Chr. besuchte Germanicus die Stadt. Von seiner Mutter Antonia gibt es auf einer Statuenbasis eine Inschrift, nach der sie Gelder, die für den örtlichen Magistrat benutzt werden sollten, spendete. Inschriften bezeugen auch eine Bautätigkeit unter Kaiser Claudius, doch ist wenig von den eigentlichen Bauten erhalten. Aus etwa der gleichen Zeit stammt auch ein kleiner, quadratischer Bau auf der Agora mit nur einem Raum, der aus blauem Marmor besteht. Blauer Marmor ist in der Stadt sonst nicht bezeugt. Es mag sich um ein Heroon gehandelt haben. In etwa dieser Zeit wurde bei der Agora ein Bad errichtet. Es scheint den Platz eines älteren Gymnasions einzunehmen und verwendete Mauern des älteren Baues. Das Bad wurde unter Kaiser Hadrian vergrößert und ist dabei reich mit Mosaiken ausgestattet worden. Ein weiteres Bad lag in der Unterstadt, ist aber nur von einigen Mauern her bekannt.
Am Ende des ersten Jahrhunderts wurde am Westheiligtum ein großer Altar errichtet. Das Gelände lag zuvor rund 100 Jahre weitestgehend brach und wurde nun aufgeschüttet, um einem neuen Heiligtum Platz zu schaffen. Tempel A wurde renoviert. Am Beginn des zweiten Jahrhunderts wurden große Teile der Stadt zerstört, wobei die Ursache unbekannt ist. Doch begann man sofort mit Aufräum- und Renovierungsarbeiten.

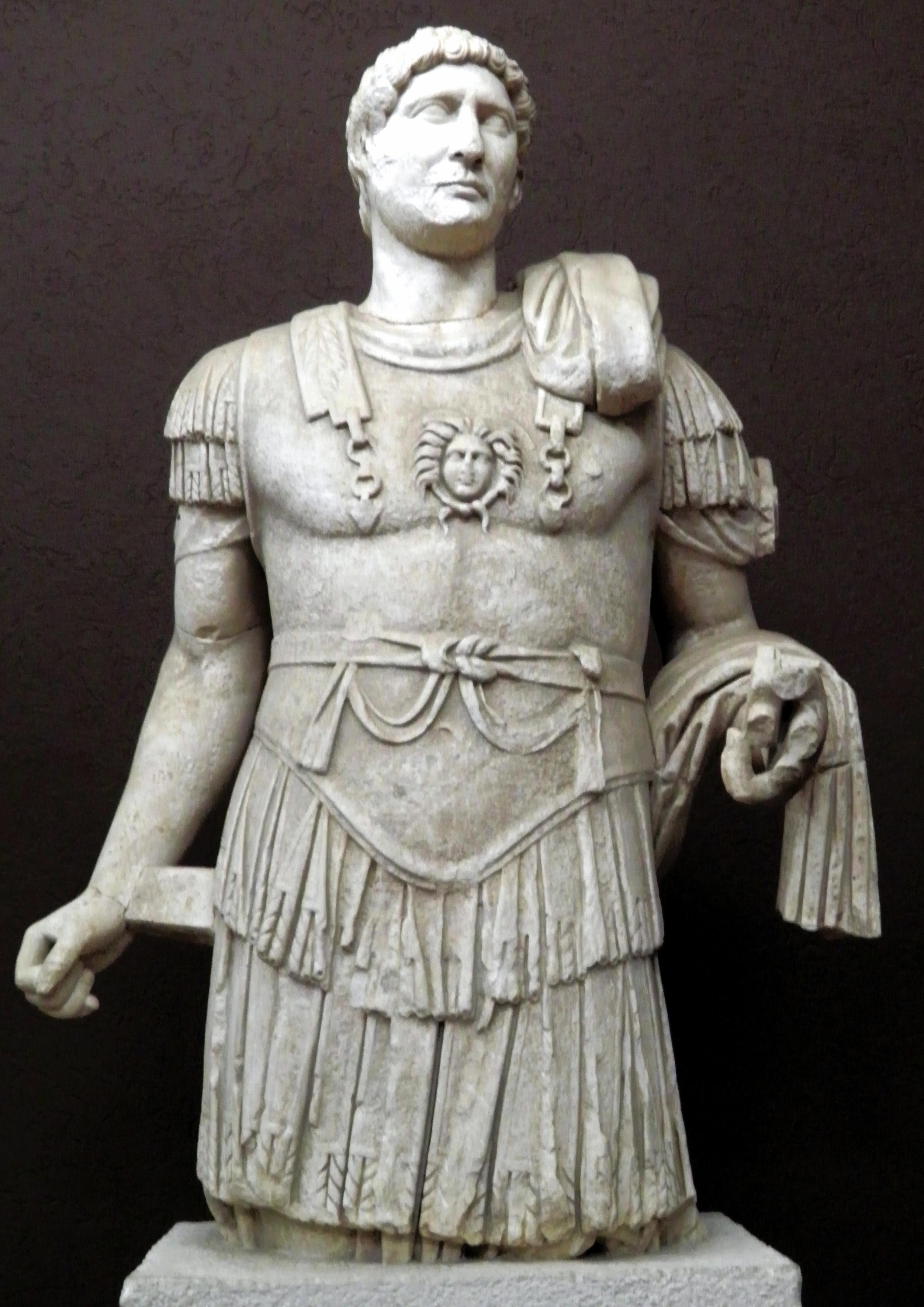
Statue des Hadrian aus dem Odeon

Unter Kaiser Hadrian, der die Stadt auch besuchte, wurde ein Odeon errichtet. Der Zuschauerraum fasste etwa 1700 bis 2100 Personen. Die Sitzreihen waren in fünf Teile geteilt. Die Orchestra ist relativ tief und war mit Marmor verkleidet. Die eigentliche Bühne bestand aus Holz, wie man an Balkeneinlassungen sehen kann. Die Skene bestand aus Marmor mit ionischen und korinthischen Ädikulä. Die umfangreiche Benutzung von buntem Marmor ist auffällig. Teile einer Inschrift, die die Spenderin des Baues nennt, eine Frau namens Aristonoe, sind erhalten. Sie bezahlte vor allem für die Skene und die Statuenausstattung. Eine dieser Statuen, die Kaiser Hadrian darstellt, ist erhalten. Unter diesem Kaiser wurde auch ein Marmornymphäum an der Außenseite des Bades an der Agora errichtet. Es war 15,5 m lang und einst mit Statuen geschmückt. Schliemann fand in diesem Teil der Stadt die Statue der Personifikation eines Flusses. Die Statue mag von dem Nymphäum stammen. Unter Kaiser Hadrian gab die Stadt eine Serie von Münzen heraus, die auf ihrer Rückseite eine Reihe mythologischer Figuren wie Hektor oder Ganymed zeigte. Unter Kaiser Antoninus Pius wurden zahlreiche Münzen in Rom geprägt, die Troja mit Rom verbanden. Sie stehen im Kontext der 900-Jahr-Feier Roms im Jahr 147. Sie zeigen unter anderem Aeneas, Rhea Silvia oder das Lupercal. Kaiser Caracalla besuchte die Stadt im Jahr 214 und inszenierte sich als Alexander den Großen, der die Stadt besucht hatte. Der Kaiser soll makedonische Kleidung getragen haben und wurde von einer makedonischen Phalanx begleitet. Er besuchte das Grab des Achilleus und errichtete eine Bronzestatue desselben. Caracalla ließ auch einen gigantischen Tumulus für den gerade verstorbenen Freigelassenen Festus errichten.
Im Jahr 262 wurde die Stadt von den Goten angegriffen, wie antike Autoren berichten. Zerstörungen sind auch archäologisch fassbar, obwohl es nicht immer sicher ist, ob diese Verwüstungen auf Plünderung oder ein Erdbeben zurückzuführen sind. In der Unterstadt sind kurz darauf Bauten wieder instand gesetzt worden, doch scheinen viele Bewohner die Stadt verlassen zu haben. Es ist ein wirtschaftlicher Niedergang zu beobachten, der bis in die Mitte des vierten Jahrhunderts anhielt. Im Jahr 354 besuchte der zukünftige Kaiser Julian Apostata die Stadt. Zu dieser Zeit stand immer noch das Heroon des Hektor und eine Bronzestatue Achills, vielleicht die von Caracalla gestiftete. Julian wurde durch die Bürger Ilions mit einer Statue geehrt.
Im vierten Jahrhundert verlagerte sich das Zentrum von Troja in die Unterstadt. Dort ist in diesem Jahrhundert eine rege Bautätigkeit zu beobachten, während die Zitadelle vernachlässigt wurde. Troja wurde nun zu einem Bischofssitz und blieb es bis mindestens ins neunte Jahrhundert hinein. Nur eine Kirche konnte bisher lokalisiert werden. Sie fand sich im Ostteil der Unterstadt. Sie war 30 × 19 m groß und mit Mosaiken dekoriert, die Vögel und andere Tiere in Medaillons zeigen. Aufgrund ihrer Ausstattung und Größe handelte es sich möglicherweise um die Bischofskirche.
Im fünften Jahrhundert scheint die Stadt immer mehr Einwohner verloren zu haben. Die Agora wurde ab etwa 450 als Friedhof genutzt. Viele Häuser in der Unterstadt wurden verlassen. Kurz nach 500 sind Teile der Stadt von zwei kurz aufeinander folgenden Erdbeben verwüstet worden. Die verbleibende Bevölkerung zog auf die Zitadelle. Die Stadt blieb bis ans Ende der byzantinischen Zeit bewohnt, doch dürfte es sich um eine kleine Siedlung gehandelt haben.

## Entdeckungsgeschichte

### Erste Lokalisierungsversuche

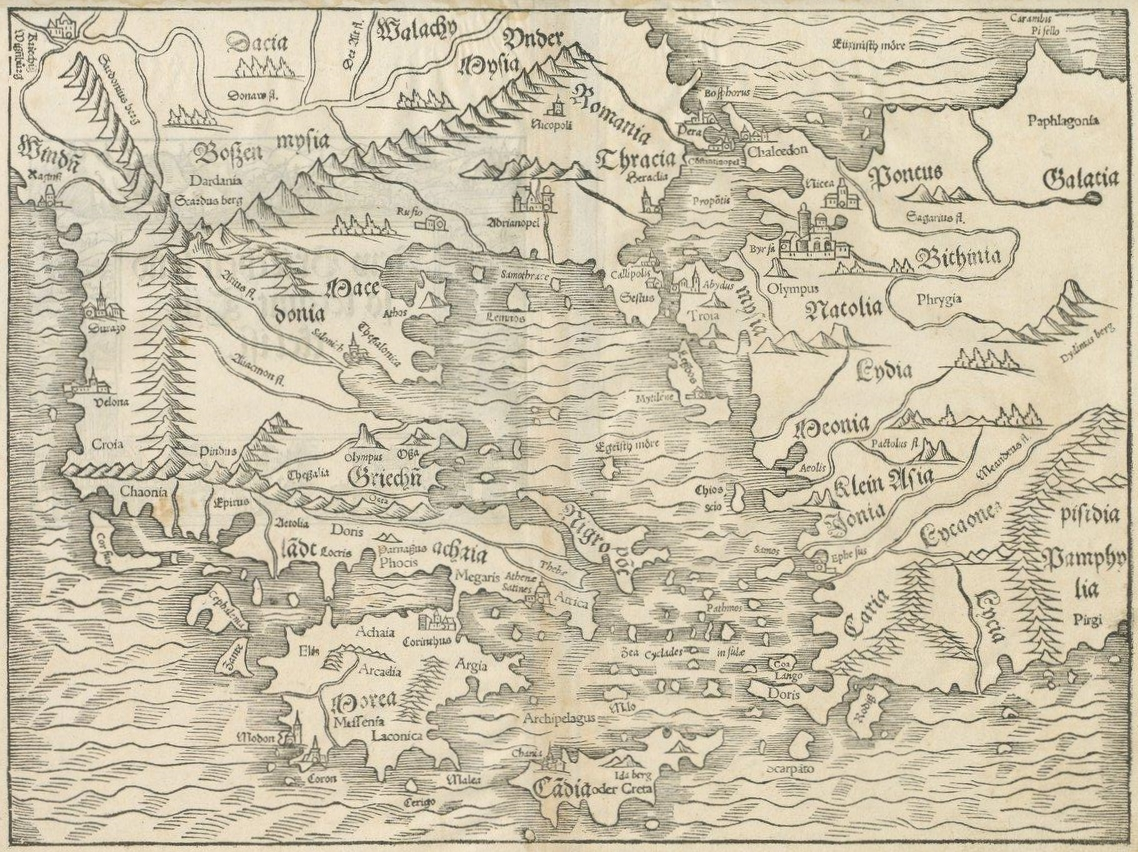
Karte aus der Cosmographia des Sebastian Münster: New Griechenlandt mit andern anstossenden Ländern wie es zu unsern Zeiten beschriben ist. 1554

Mit Beginn der Neuzeit stieg die Zahl der Reisenden, die mit der Ilias in Händen die Troas besuchten; beispielsweise die englische Schriftstellerin Mary Wortley Montagu, die 1718 schrieb:

„Es ist ein Vergnügen, das Tal zu sehen, wo, wie ich mir einbilde, der berühmte Zweikampf zwischen Menelaos und Paris vorging und die große Stadt stand – vom Fall Trojas zu lesen im Schatten einer trojanischen Ruine.“

Doch eben an trojanischen Ruinen mangelte es. Es gab weiter südlich die markanten Ruinen von Alexandria Troas, die man für das alte Troja hielt. Ab dem 16. Jahrhundert wurde die Annahme aber kritisiert, da die Gebäudereste erstens offensichtlich römisch und zweitens zu nahe am Meer gelegen waren. In der Skamanderebene selbst aber fanden sich keine erkennbaren Reste.

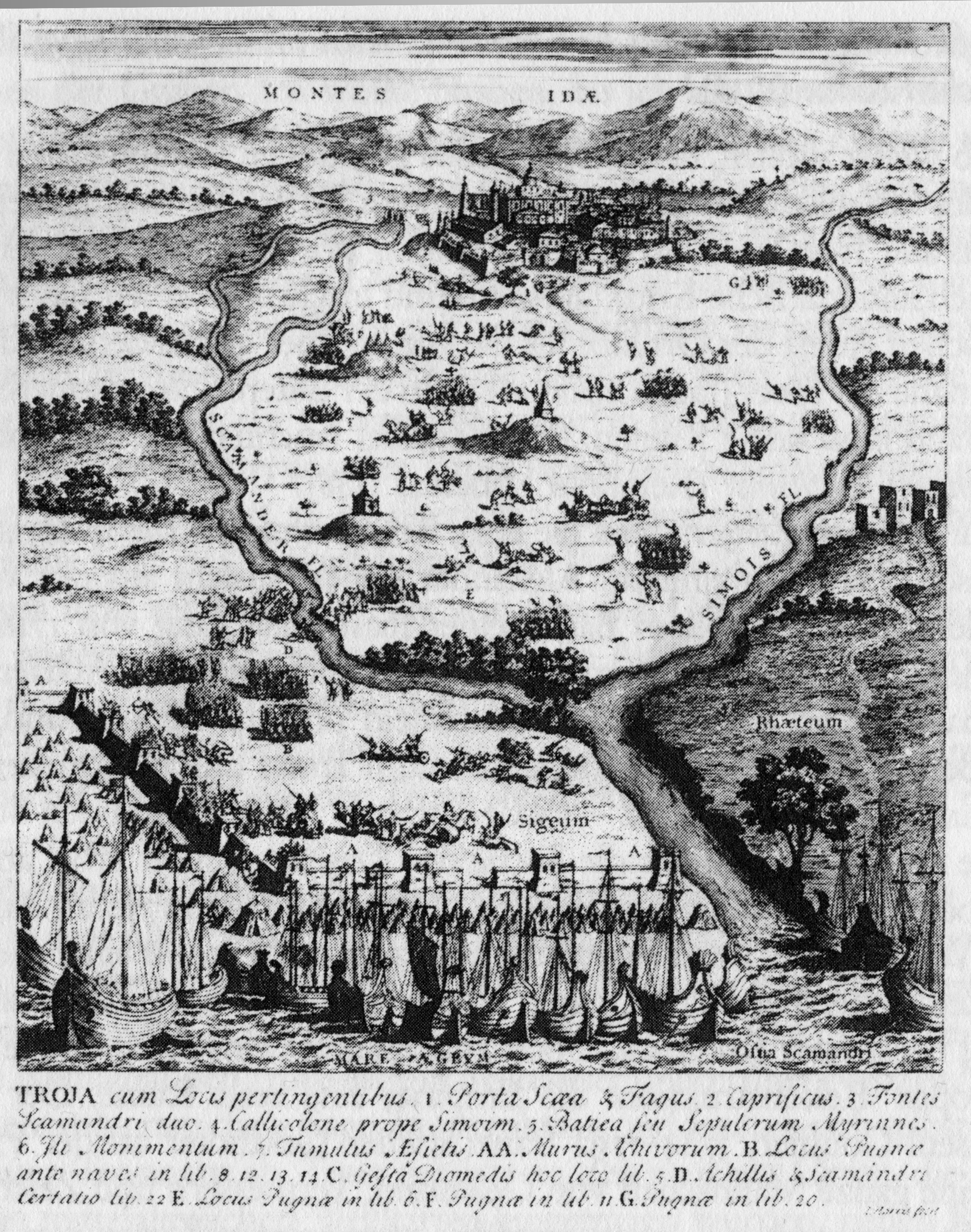
Illustration aus Popes Ilias 1716

1716 erschien der zweite Band der Ilias-Übersetzung von Alexander Pope, dem eine Abbildung einer Rekonstruktion der Ansicht des alten Troja beigegeben war, die für lange Zeit die Vorstellung der Trojasucher prägen sollte: Aus der Vogelperspektive sieht man vom Hellespont aus das Schiffslager der Achaier, dahinter das von den Flüssen Skamander und Simois eingerahmte Schlachtfeld und vor den Bergen des Idagebirges die mächtigen Mauern Trojas. Zu dieser bildgewordenen Vorstellung suchte man die entsprechende Realität: ab 1750 suchten Robert Wood und die englischen Dilettanti im gesamten Skamandertal nach Resten einer Burganlage und während seiner Zeit als französischer Gesandter an der Hohen Pforte (1784–1792) ließ Graf Choiseul-Gouffier erstmals sorgfältig vermessene Karten der Troas erstellen. In seinem Auftrag übertrug Jean-Baptiste Le Chevalier 1791 die Rekonstruktion Popes auf die reale Landschaft und wählte dementsprechend die erste auffällige Anhöhe vor dem Idagebirge als Ort des alten Troja. Das war der Ursprung der noch von Schliemann bekämpften Bunarbaschi- bzw. Ballı-Dağ-These. Der wesentlich unscheinbarere Hügel von Hisarlık wurde ebenfalls als Ruinenstätte erkannt und als Ort des griechisch-römischen Ilion identifiziert.

### Die ersten Troja-Forscher
1821 verfasste der schottische Zeitungsverleger und Amateurgeologe Charles MacLaren ein Essay über Troja, das er 1824 zu einer voluminösen Dissertation erweiterte, in der er den Hügel Hisarlık (auch Hissarlik geschrieben) als Troja lokalisierte. Ein Teil dieses Hügels war damals im Besitz der englischen Großgrundbesitzer- und Diplomatenfamilie Calvert. Als MacLaren 1863 eine noch fundiertere Beschreibung der Ebene von Troja publizierte, versuchte der jüngste Sohn der Familie, Frank Calvert, den restlichen Hügel zu erwerben. Dies misslang, doch dafür machte er von 1863 bis 1865 selbst kleinere Probegrabungen. Diese beeindruckten ihn so sehr, dass auch er von der Existenz Trojas an dieser Stelle überzeugt war. Calverts Bitte an das British Museum zwecks baldiger Erforschung wurde abschlägig beschieden. Erst Schliemann untersuchte Calverts Hypothese in systematischer Weise.

### Heinrich Schliemann

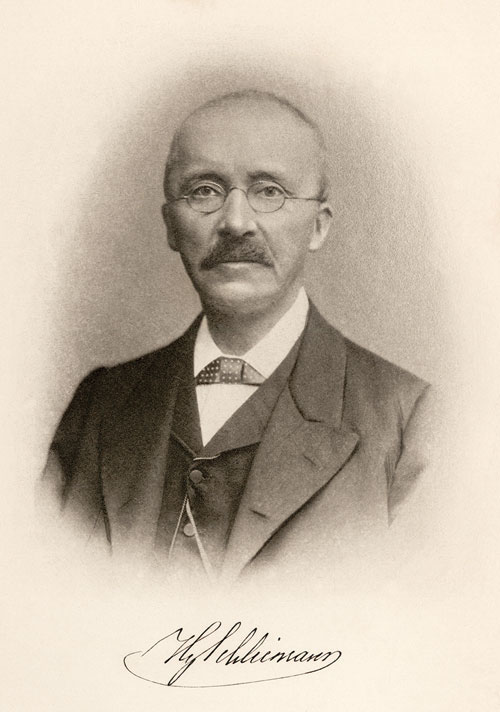
Heinrich Schliemann (1892)

Am 9. August 1868 kam der bis dahin noch wenig erfahrene deutsche Archäologe Heinrich Schliemann in die Ebene der Troas. Auch er war hier auf der Suche nach dem sagenhaften Troja und vermutete es zuerst, entsprechend der These von Le Chevalier, unter dem Hügel Ballı Dağ. Schliemann und seine fünf Arbeiter wurden nicht fündig, er wollte abreisen, verpasste sein Schiff und traf dabei zufällig auf Frank Calvert, in dessen Haus er übernachtete. Calvert konnte nun Schliemann mit seiner Überzeugung begeistern, dass sich unter dem Hügel von Hisarlık die Ruinen des homerischen Trojas verbergen müssten. Schliemann verschwieg später nicht, dass er den entscheidenden Hinweis auf die Lage Trojas von Calvert hatte.
1873 teilte Schliemann der Öffentlichkeit mit, Troja in Hisarlık gefunden zu haben. Den Durchbruch zum Ruhm verdankte er aber einem anderen Fund desselben Jahres: Schliemanns spektakulärster Fund war der von ihm selbst so genannte „Schatz des Priamos“. Er begründete in mehrfacher Hinsicht Neues: einerseits Schliemanns Ruhm als Wissenschaftler, andererseits die Begeisterung der wilhelminischen Kaiserzeit für Troja und für die Archäologie im Allgemeinen, die nun im öffentlichen Ansehen von einer Disziplin für Amateure und Reisende zu einer ernsthaften Wissenschaftsdisziplin befördert wurde. Der Goldschatz wurde lange Zeit im Berliner Museum für Vor- und Frühgeschichte gezeigt und nach dem Zweiten Weltkrieg als Beutekunst in die Sowjetunion gebracht, wo er seit 1996 im Moskauer Puschkin-Museum ausgestellt ist. Allerdings ergaben sich bereits zu Schliemanns Lebzeiten – durch seinen Mitarbeiter Wilhelm Dörpfeld – erste Hinweise darauf, dass der Schatz mehr als 1000 Jahre älter war als von Schliemann angenommen.
Bereits Schliemann schrieb, dass er dem Autor der Ilias dichterische Freiheit („Übertreibung“) zugutehalten müsse; auch wusste er, dass er nicht die ganze Stadt, sondern die Pergamos, Akropolis der Stadt Troja, ausgrub.

### Wilhelm Dörpfeld und Carl Blegen

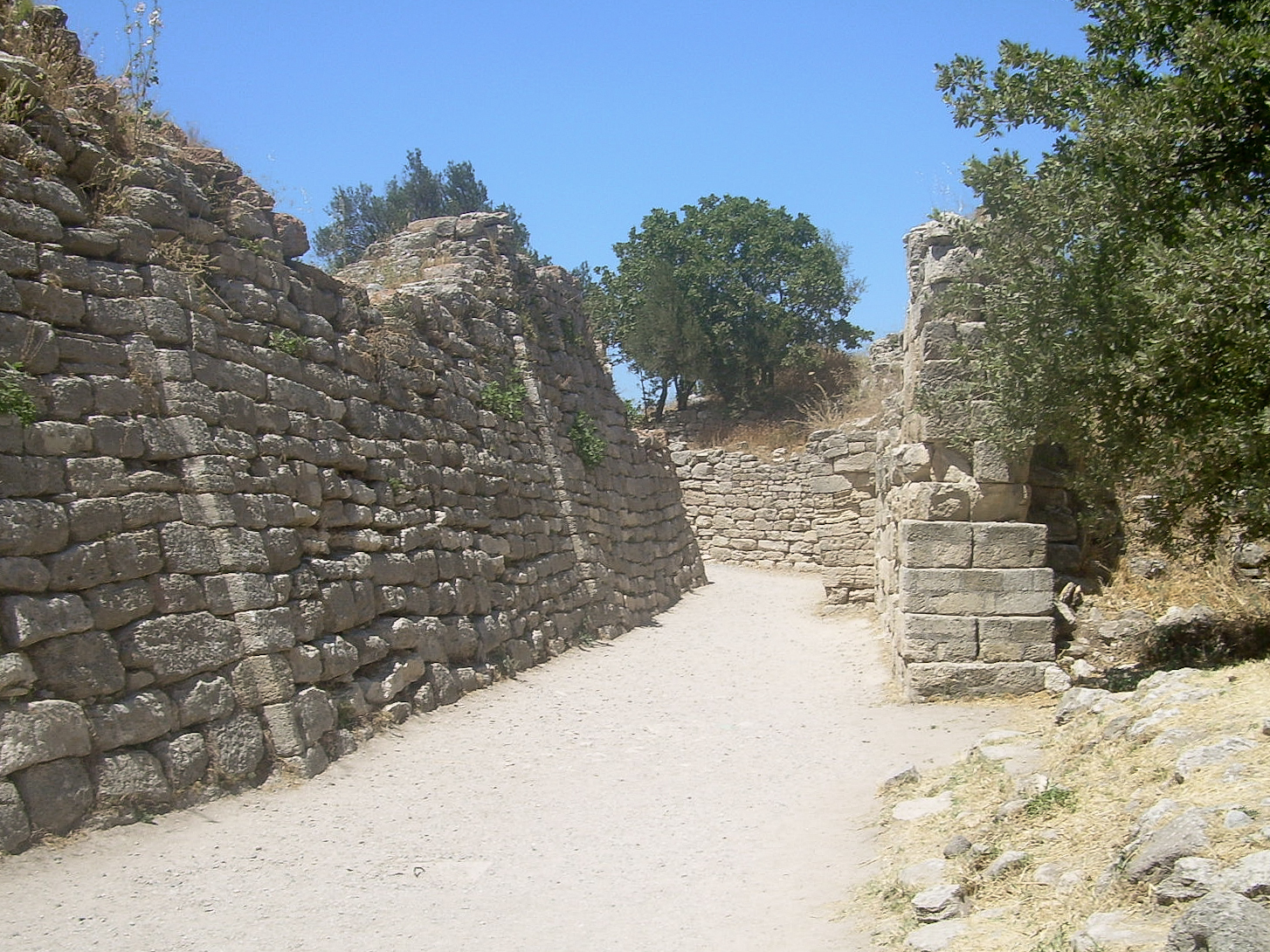
Burgmauern von Troja

Wie weitere Ausgrabungen ergaben, war Troja zu Beginn der Frühen Bronzezeit (ab ca. 3000 v. Chr.) bis in die Spätantike besiedelt. Unlängst sind Spuren noch früherer Besiedlung gefunden worden, die bis in das 5. Jahrtausend v. Chr. zurückreichen. Mit dem Christentum ließ die Bedeutung der Stadt, in der die trojanischen Sagenhelden verehrt worden waren, deutlich nach. Während sie den Einfall der Goten im Jahr 276 noch weitgehend unbeschadet überstanden hatte, endete die Besiedlung nach einer Reihe verheerender Erdbeben gegen Ende des 5. Jahrhunderts.

Querschnitt durch den Hisarlık

Bis heute wurden mehr als zehn Siedlungsschichten entdeckt (Troja I bis Troja X), die wiederum in über 40 Feinschichten unterteilt werden. Dabei gehören – vereinfacht ausgedrückt – Troja I (2950–2550 v. Chr.) und II (2550–2200) der Frühen, Troja III bis V (2200–1700) der Mittleren, Troja VI bis VIIa (1700 bis 12. Jahrhundert) der Späten Bronzezeit und Troja VIIb (12. Jahrhundert bis um 1000 v. Chr.) der Frühen Eisenzeit an. Troja VIII und IX datieren in die Zeit vom 8. Jahrhundert v. Chr. bis in die römische Zeit, Troja X, ein byzantinischer Bischofssitz, reicht bis ins frühe Mittelalter.
Troja I hatte noch direkt am Meeresstrand gelegen. Die Zitadelle Troja II umfasste eine Fläche von ca. 9000 m² (vier Brandkatastrophen), von Troja IV an war die Fläche verdoppelt, Troja VI hatte sich nach Süden und Osten auf etwa 50.000 m² vergrößert (die „Unterstadt“ nicht mitgerechnet). Die vom Autor der Ilias beschriebene Festung könnte mit Troja VI identisch sein (nach anderer Ansicht mit VIIa), das um die Wende vom 14. zum 13. Jahrhundert v. Chr. unterging. Dabei ist unsicher, ob eines der häufigen Erdbeben oder eine Eroberung die Ursache war.
Ob auch der Trojanische Krieg einen historischen Kern hat, ist weiterhin höchst umstritten. Die Lage der Stadt Troja wird in der Dichtung Ilias von Homer klar beschrieben: Es werden die Dardanellen (im Werk: Hellespont) genannt, der höchste Berg ist der Ida (Kaz Dağı). Es werden zudem zwei Flüsse beschrieben: der erste namens Skamander (heute Karamanderes), der dem Idagebirge entspringt, und als zweiter Simois. Beide vereinen sich bei Troja und fließen in den Hellespont. Es wird auch von den Inseln Tenedos (heute Bozcaada) und Imbros (Gökçeada) berichtet.
Schliemann hielt das imposante frühbronzezeitliche Troja II für das homerische. Er glaubte damals irrtümlich, dass es zeitgleich mit spätbronzezeitlichen Schichten von Mykene und Tiryns war. Dörpfeld hielt die 6. Siedlungsschicht (Troja VI) für das Homerische Troja. Schicht VIh ist um 1300 v. Chr. wahrscheinlich durch ein starkes Erdbeben zerstört worden. Daher hielt Carl Blegen die darauf folgende Schicht Troja VIIa für das homerische Troja. Diese These fand und findet den meisten Zuspruch. Nach neueren Keramikuntersuchungen wird das wahrscheinlich gewaltsame Ende von Troja VIIa meist auf etwa 1180 v. Chr. oder später datiert. Ein Datum um 1180 v. Chr. würde gut zu den meisten Datierungen des Trojanischen Krieges durch antike Autoren passen.
Als Kandidat für die Ilios Homers kommt aber auch Troja VIIb1 in Betracht. Neben dem Festhalten an kulturellen Traditionen von Troja VI und VIIa treten hier neue Elemente zutage, zum Beispiel sogenannte Handgemachte Geglättete Keramik (engl.: Handmade Burnished Ware): grobe, graue, ohne Töpferscheibe gefertigte Keramik. Diese lässt auf Zuzug neuer Bevölkerung schließen. Die mykenische Kultur hat im 12. und 11. Jahrhundert weiterbestanden. Auch Handel und Seefahrt wurden weiterbetrieben. Ein Krieg von Achaiern gegen Troja im 12. Jahrhundert wäre also nicht ausgeschlossen.
Dem hielt Friedrich Matz entgegen, dass man gegen Ende des 13. Jahrhunderts v. Chr. die Festungswerke von Mykene, Tiryns und Athen verstärkte. Kurz nach 1200 v. Chr. wurden der Palast von Pylos zerstört und Mykene angegriffen. Aus Keramikfunden kann auf eine zeitliche Übereinstimmung mit der Zerstörungsschicht von Troja VIIa geschlossen werden. Da sich die Achaier in ihrer Heimat fremder Angriffe erwehren mussten, hielt Matz einen Kriegszug der mykenischen Griechen gegen Troja ab dieser Zeit für ausgeschlossen, während ein solcher etwa zwei Generationen früher verständlich wäre. Das Argument, ein Zug gegen Troja bereits im 14. oder 13. Jahrhundert hätte wohl die Hethiter auf den Plan gerufen und sicherlich einen Niederschlag in hethitischen Schriftquellen gefunden, kann hingegen nur nach 1316 v. Chr. in Betracht gezogen werden, nachdem die Hethiter unter ihrem Großkönig Muršili II. das Gebiet von Arzawa erobert hatten und an der kleinasiatischen Westküste Vasallenstaaten etablierten.

### Hethiter-These von Joachim Latacz
Dennoch bleibt in diesem Punkt vieles ungeklärt. Die Frage, inwieweit Homer tatsächlich als Quelle für historische Vorgänge der Späten Bronzezeit dienen kann und ob es überhaupt einen Trojanischen Krieg gegeben hat, kann hier nicht angemessen behandelt werden. Jedenfalls haben die Theorien der Gräzistik über den Hexameter und die Entstehung des Epos, wie sie von Joachim Latacz vorgetragen wurden, in den neuen Grabungsergebnissen eine Stütze gefunden. In materieller Hinsicht bzw. anhand des Grabungsbefundes ist ein luwisch beschriftetes bikonvexes Siegel das wichtigste Indiz für eine Verbindung dieser Siedlung zu den Hethitern.
Latacz zufolge ist Troja mit großer Wahrscheinlichkeit identisch mit der in hethitischen Quellen genannten Stadt Wiluša [= (W)Ilios], was durch Grabungen des Tübinger Archäologen Manfred Korfmann bestärkt wurde. So wurde im Ausgrabungsbereich von Troja eine unterirdische Quellen-Anlage gefunden, deren Gestalt in allen Einzelheiten mit der Beschreibung einer Quelle in der Stadt Wiluša im sogenannten Alaksandu-Vertrag übereinstimmt.
Innerhalb der Klassischen Philologie ist Latacz der derzeit bekannteste Fürsprecher, der die Historizität der homerischen Epen und zugleich die Verbindung mit dem Korfmannschen Troja in Erwägung zieht. Weder in der hethitischen noch in der griechisch-römischen schriftlichen Überlieferung finden sich eindeutige Belege für die Identität Hisarlıks mit dem homerischen Troja, dasselbe gilt für die Verbindung mit Wiluša.

### Diskussion um die Unterstadt seit 1992
Lange Zeit beschränkten sich die Untersuchungen hauptsächlich auf den Burgberg (griech. Akropolis) von Troja, also die Oberstadt Pergamos. Ab 1988 forschte ein internationales Team unter Leitung des Tübinger Prähistorikers Manfred Korfmann. Mit Hilfe des Geophysikers Helmut Becker wurde 1992 durch Geomagnetik-Messungen mittels eines hochempfindlichen Caesium-Magnetometers eine ausgedehnte Unterstadt unterhalb der Akropolis entdeckt.

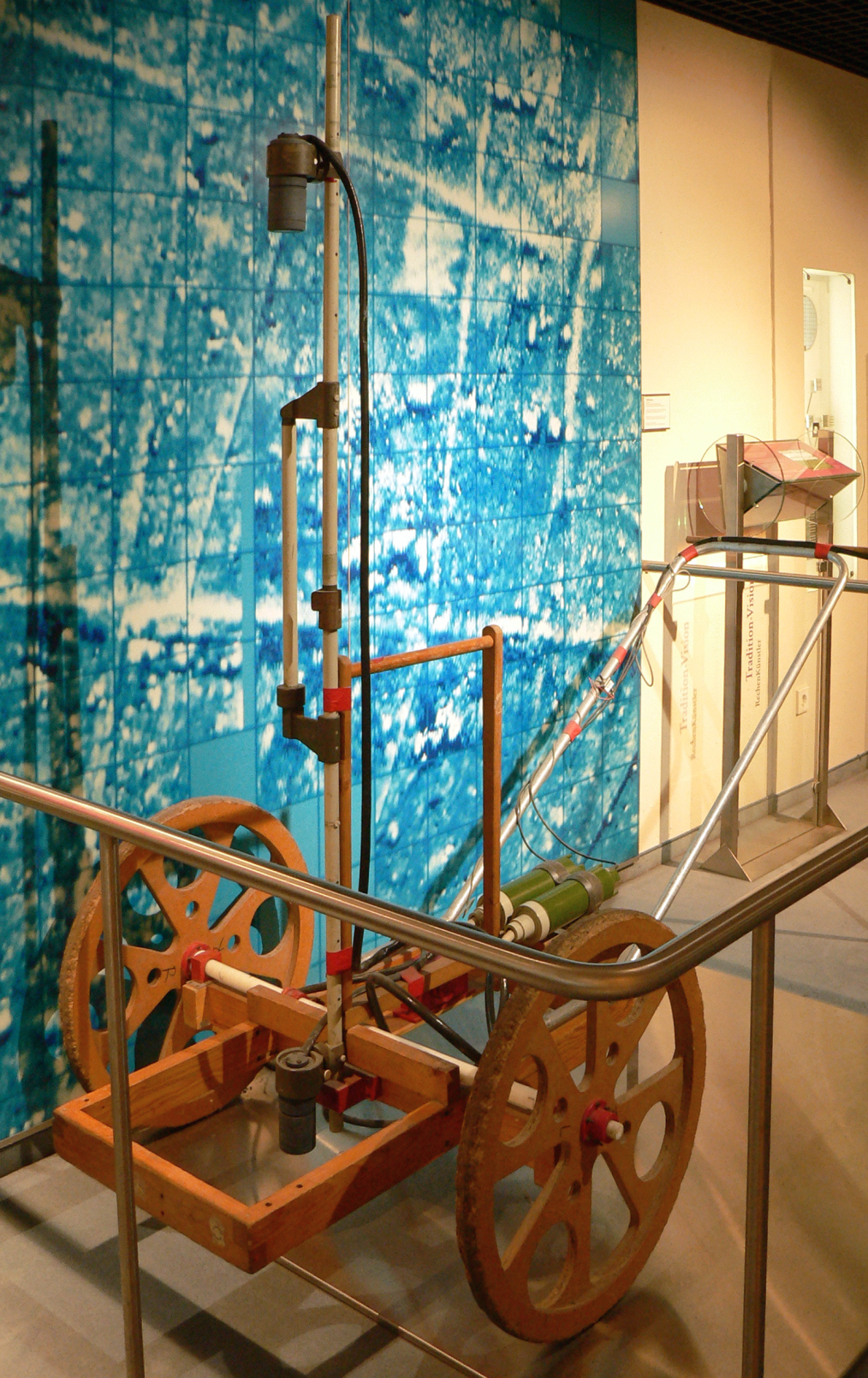
Das bei den geophysikalischen Untersuchungen ab 1992 verwendete Caesium-Magnetometer, Ausstellungsstück im Deutschen Museum Bonn

Diese Unterstadt wurde vom Team (seit Korfmanns Tod 2005 unter Leitung von Ernst Pernicka) dann verstärkt untersucht, und so rückte die Frage in das Zentrum der Diskussion, wie groß Troja gewesen ist. Korfmanns Thesen über die Bedeutung Trojas stießen in der Forschung seit Sommer 2001 auf Widerstand und führten zu einer breiten, oftmals ins Persönliche gehenden Diskussion innerhalb der deutschen Altertumswissenschaften.
Im Kern kreist diese Troja-Debatte, der „neue Streit um Troja“, um die tatsächliche Größe und Bedeutung des spätbronzezeitlichen Troja. Während Korfmann in Troja ein überregionales Handelszentrum sah, beschränken es einige Archäologen und Althistoriker heute auf eine nur mittelmäßig bedeutende Siedlung. Der Protagonist dieser Gruppe ist Korfmanns damaliger Tübinger Kollege, der Althistoriker Frank Kolb, der selbst über einige Grabungserfahrung in der Türkei verfügt. Der Hauptvorwurf an Korfmann und seine akademischen Mitstreiter besteht in einer Vernachlässigung der wissenschaftlichen Sorgfalt und Vorsicht. Seit dem Beginn des Troja-Streites musste Korfmann einige der seine Theorie stützenden Grabungsinterpretationen zurückziehen und kam den Argumenten der Gegenseite ein Stück weit entgegen. An der Gesamtinterpretation der Grabungen hält das Team um Korfmann und seinen Nachfolgern allerdings fest. Eine eindeutige Entscheidung konnte die Auseinandersetzung auch auf einem wissenschaftlichen Symposium in Tübingen im Frühjahr 2002 nicht erbringen.
| Aktuelle Datierung der Hauptschichten von Troia | Aktuelle Datierung der Hauptschichten von Troia |
| ----------------------------------------------- | ----------------------------------------------- |
| Troia I                                         | 3000 – 2500 v. Chr.                             |
| Troia II                                        | 2500 – 2300 v. Chr.                             |
| Troia III–V                                     | 2300 – 1700 v. Chr.                             |
| Troia VI                                        | 1700 – 1250 v. Chr.                             |
| Troia VIIa                                      | 1250 – 1180 v. Chr.                             |
| Troia VIIb                                      | 1180 – 1000 v. Chr.                             |
| Troia VIII                                      | 1000 – 85 v. Chr.                               |
| Troia IX                                        | 85 v. Chr. – 400 oder 600 n. Chr.               |

Die Korfmann-Position prägt heute das Troja-Bild der interessierten Öffentlichkeit. Der öffentliche Streit hat sich seit 2004 etwas beruhigt, nachdem die Debatte mehr und mehr auf die fachliche Ebene verlagert wurde. Nach dem Tod Manfred Korfmanns im August 2005 wurde der Tübinger Archäometallurge Ernst Pernicka mit der wissenschaftlichen Leitung des Trojaprojekts betraut. Für die Fortführung der Arbeit in Troja im Sommer 2006 wurde ihm von der türkischen Antikendirektion die Lizenz erteilt.
Die 18-jährige Grabungsserie soll nun zu einem wissenschaftlichen Abschluss geführt werden. In beschränktem Umfang sollen auch danach Fragen zur bronzezeitlichen Stadtbefestigung weiter untersucht werden. Außerdem erfordern die Pflege, Konservierung und Präsentation des 1996 zum Nationalpark und 1998 zum UNESCO-Weltkulturerbe erklärten Troja andauernden Aufwand. Seit Beginn von Korfmanns Grabungen wurden die Funde im Archäologischen Museum Çanakkale gesammelt. Die Deutsche Forschungsgemeinschaft stellte ihre finanzielle Unterstützung 2009 ein. Seitdem wurden die deutschen Ausgrabungen durch Stiftungsgelder ermöglicht. Im Jahr 2018 wurde das Troja-Museum vor den Toren Trojas fertiggestellt und alle Funde aus Çanakkale dorthin überführt.
Mit dem Jahresende 2012 lief die Grabungslizenz der Universität Tübingen aus. Ursprünglich war geplant, eine US-Universität als Nachfolger einzusetzen, jedoch wird die Lizenz jetzt in der Türkei bleiben. Neuer Grabungsleiter ist Rüstem Aslan, der in Tübingen promoviert wurde.

## Nachwirkung
In mythologischen Erzählungen nach Homer wird von der Rettung des Aeneas aus dem untergehenden Troja und seiner Reise in den Westen berichtet und Romulus und Remus, die sagenhaften Gründer der Stadt Rom, auf ihn zurückgeführt.
Begründet durch den Namen der ehemaligen Colonia Ulpia Traiana, etablierten sich bis ins Mittelalter auch die Bezeichnungen Troia Minor („Klein-Troja“) und Troia Francorum („fränkisches Troja“) für Xanten. Um 1100 erzählte schließlich das Annolied von der Gründung Xantens durch die im Trojanischen Krieg unterlegenen Trojaner:
|                                 | Mittelhochdeutsch | Übersetzung (Eberhard Nellmann, Reclamausgabe) |
| 389 390 391 392 393 394 395 396 | Franko gesaz mit den sînin vili verre nidir bî Rîni. dâ worhtin si duo mit vroudin eini luzzele Troii. den bach hîzin si Sante nâ demi wazzere in iri lante; den Rîn havitin si vure diz meri. dannin wuohsin sint Vreinkischiu heri. | Franko ließ sich mit den Seinigen ganz in der Ferne am Rhein nieder. Dort erbauten sie damals mit Freuden ein kleines Troja. Den Bach nannten sie Sante nach dem Fluss ihrer Heimat. Den Rhein nahmen sie statt des Meeres. Dort wuchs seitdem das fränkische Volk. |

Bereits 1444, als Xanten an das Herzogtum Kleve fiel, wurden Münzen mit der Aufschrift Joannes Troianorum Rex („Johannes, König der Trojaner“) geprägt.

## Troja-Museum
Wenige hundert Meter vom Ausgrabungshügel von Troja entfernt, am Rande des Dorfes Tevfikiye, wurde 2018 das Troja-Museum eröffnet. Inmitten von Olivenbäumen und grünen Feldern wurde es als rostroter, quadratischer Monolith errichtet, der sich rund 50 Meter hoch über die Landschaft erhebt. Die Bauarbeiten des Museums begannen 2014. Das Museum bietet auf 3000 m² Ausstellungsfläche Artefakte aus dem antiken Troja, die in der Türkei verblieben sind.

### Fach- und Sachbücher
- Archäologisches Landesmuseum Baden-Württemberg: Troia. Traum und Wirklichkeit. Theiss, Stuttgart 2001, ISBN 3-8062-1543-X.
- Hans-Joachim Behr, Gerd Biegel und Helmut Castritius (Hrsg.): Troia – Traum und Wirklichkeit: Ein Mythos in Geschichte und Rezeption. Tagungsband zum Symposion im Braunschweigischen Landesmuseum am 8. und 9. Juni 2001 im Rahmen der Ausstellung „Troia: Traum und Wirklichkeit“. Braunschweigisches Landesmuseum, Braunschweig 2003, ISBN 3-927939-57-9.
- Carl W. Blegen: Troy and the Trojans. The Folio Society, London 2005 (erste Ausgabe Thames and Hudson 1963)
- Birgit Brandau, Hartmut Schickert und Peter Jablonka: Troia. Wie es wirklich aussah. Piper, München 2004, ISBN 3-492-04610-X.
- Birgit Brandau: Troia. Eine Stadt und ihr Mythos. Lübbe, Bergisch Gladbach 1997, ISBN 3-404-64165-5.
- Wilhelm Dörpfeld: Troja und Ilion. Beck & Barth, Athen 1902 (Digitalisat).
- Dieter Hertel: Troia. Archäologie, Geschichte, Mythos. Beck, München 2001, ISBN 3-406-44766-X.
- Dieter Hertel: Die Mauern von Troia: Mythos und Geschichte im antiken Ilion. Beck, München 2003, ISBN 3-406-50444-2.
- Frank Kolb: Tatort „Troia“. Geschichte – Mythen – Politik. Schöningh, Paderborn 2010, ISBN 978-3-506-77009-7, Leseprobe.
- Manfred Korfmann und Dietrich Mannsperger: Troia. Ein historischer Überblick und Rundgang. Theiss, Stuttgart 1998, ISBN 3-8062-1369-0.
- Manfred Korfmann (Hrsg.): Troia. Archäologie eines Siedlungshügels und seiner Landschaft. Philipp von Zabern, Mainz 2006, ISBN 3-8053-3509-1.
- Joachim Latacz: Troia und Homer. Der Weg zur Lösung eines alten Rätsels. 6., aktualisierte und erweiterte Auflage. Koehler & Amelang, Leipzig 2010, ISBN 978-3-7338-0332-2.
- Naoíse Mac Sweeney: Troy. Myth, City, Icon. Bloomsbury Academic, London 2018.
- Charles Brian Rose: The Archaeology of Greek and Roman Troy, Cambridge University Press, New York 2014, ISBN 978-0-521-76207-6
- Heinrich Schliemann: Troja. Ergebnisse meiner neuesten Ausgrabungen. Nachdruck der Originalausgabe von 1884. Harenberg Kommunikation, Dortmund 1984, ISBN 3-88379-439-2.
- Raoul Schrott: Homers Heimat: Der Kampf um Troia und seine realen Hintergründe. Hanser, München 2008, ISBN 978-3-446-23023-1.
- Michael Siebler: Troia – Mythos und Wirklichkeit. Reclam, Stuttgart 2001, ISBN 3-15-018130-5.
- Christoph Ulf (Hrsg.): Der neue Streit um Troia. Eine Bilanz. Beck, München 2003, ISBN 3-406-50998-3 (2. Auflage 2004).
- Alexandra Villing, Lesley J. Fitton, Victoria Donnellan, Andrew Shapland: Troja – Mythos und Wirklichkeit. WBG Zabern, Darmstadt 2020.
- Iman Wilkens: Where Troy Once Stood. London, 1990, ISBN 0-7126-2463-5.
- Kordula Wolf: Troja – Metamorphosen eines Mythos. Französische, englische und italienische Überlieferungen des 12. Jahrhunderts im Vergleich (= Europa im Mittelalter. Abhandlungen und Beiträge zur historischen Komparatistik. Band 13). Akademie Verlag, Berlin 2008, ISBN 978-3-05-004580-1.
- Martin Zimmermann (Hrsg.): Der Traum von Troia. Geschichte und Mythos einer ewigen Stadt. Beck Verlag, München 2006, ISBN 3-406-54376-6.
- Thomas Zimmermann: Die bronze- und früheisenzeitlichen Troiafunde der Sammlung Heinrich Schliemann im Römisch-Germanischen Zentralmuseum (= Kataloge Vor- und Frühgeschichtlicher Altertümer. Band 40). Verlag des Römisch-Germanischen Zentralmuseums Mainz, Mainz 2007, ISBN 978-3-7954-2007-9.

### Künstlerische Verarbeitung
- Peter Ackroyd: The Fall of Troy. Novel. Vintage-Books, London 2007, ISBN 978-0-09-949275-7.
- Euripides: Die Troerinnen. Griechisch-Deutsch („Troades“). Reclam, Stuttgart 2004, ISBN 3-15-008424-5.
- David Gemmell, Stella Gemmell: Troja-Trilogie („Troy-Trilogy“). Heyne, München 2006/08.
  - 1. Der silberne Bogen. Ein Troja-Roman („Lord of the Silver Bow“). 2006, ISBN 3-453-53195-7.
  - 2. Der Donnerschild. Ein Troja-Roman („Shield of Thunder“). 2007, ISBN 978-3-453-53196-3.
  - 3. Königssturz. ein Troja-Roman („Fall of Kings“). 2008, ISBN 978-3-453-53197-0.
- Margaret George: Helena, genannt die Schöne. Mein Leben zwischen Sparta und Troja. Roman. Verlag Lübbe, Bergisch Gladbach 2009, ISBN 978-3-404-16320-5.
- Jean Giraudoux: Der trojanische Krieg findet nicht statt („La guerre de Troie n’aura pas lieu“). Fischer-Taschenbuch-Verlag, Frankfurt am Main 1993, ISBN 3-596-27033-2.
- Georg Gotthart: Zerstoerung der grossen vnd vesten Koeniglichen Statt Troia oder Jlio. (Aufführung 1598 in Solothurn). Druck: Wilhelm Mäss, Freiburg (Schweiz) 1599.
- Gisbert Haefs: Troja. Roman. Heyne, München 1997, ISBN 3-453-12906-7.
- Homer: Ilias. Reclam, Ditzingen 2004, ISBN 3-15-018299-9.
- Jean-Baptiste Le Chevalier: Reise nach Troas oder Gemälde der Ebene von Troja in ihrem gegenwärtigen Zustande. [Voyage de la Troade, 1791]. Bearbeitet von Carl Gotthold Lenz. Rinck und Schnuphase, Altenburg und Erfurt 1800.
- Colleen McCullough: Das Lied von Troja (The Song of Troy, übersetzt durch Ulrike v. Sobbe). C. Bertelsmann Verlag, München 2000, ISBN 3-570-00217-9.
- Dan Simmons: Ilium. SF-Roman (Ilium). Heyne, München 2007, ISBN 978-3-453-87898-3.
- Christa Wolf: Kassandra. Suhrkamp, Frankfurt am Main 2008, ISBN 978-3-518-46052-8.
- Marion Zimmer Bradley: Die Feuer von Troia (The Firebrand). Fischer Verlag, Frankfurt am Main 2003, ISBN 3-596-10287-1.

## Spielfilme
- Helena - Der Untergang Trojas. Spielfilm, Deutschland, 1924, 219 Min., Regie: Manfred Noa.
- Die schöne Helena bzw. Der Untergang von Troja. Spielfilm, USA, 1956, 116 Min., Regie: Robert Wise.
- Der Kampf um Troja. Spielfilm, Italien/Frankreich, 1961, 105 Min., Regie: Giorgio Ferroni.
- Achilles - Der Zorn des Kriegers. Spielfilm, Italien, 1962, 118 Min., Regie Marino Girolami.
- Aeneas - Held von Troja. Spielfilm, Italien/Frankreich, 1962, 90 Min., Regie: Albert Band, Giorgio Rivalta.
- Helena von Troja. Fernsehfilm, USA, 2003, 168 Min., Regie: John Kent Harrison.
- Troja. Spielfilm, USA, Malta, England, 2004, 156 Min., Regie: Wolfgang Petersen, u. a. mit Brad Pitt als Achilles.
- Troja – Untergang einer Stadt. Historienserie, BBC One & Netflix, 2018, 464 Min., Regie: Owen Harris, Mark Brozel, John Strickland.

## Dokumentationen
- Rätsel der Geschichte – Das Trojanische Pferd. Bei: ZDF.de. Geschichtsdokumentation. USA 2004, 45 Min.
- Troja ist überall: Der falsche Schatz des Priamos. Dokumentation, Deutschland, 45 Min., Produktion: ZDF, Reihe: Expedition, Erstausstrahlung: 25. Mai 2008. (Nicht mehr verfügbar)
- Das Gold von Troja – Schliemann und der Schatz des Priamos. Dokumentation. ZDFinfo, abgerufen am 4. Februar 2022 (Synchronfassung ZDF 2021. Ein Film von Vivien Floris und Gokce Ozer. Unter Mitwirkung von Ernst Pernicka, Rüstem Aslan, Caroline Moorehead, David A. Traill. Thema: Suche nach Troja, Minute 2 bis 24).
- Metropolen der Antike: Troja. Dokumentation. ZDFinfo, abgerufen am 12. Dezember 2024 (Synchronfassung ZDF 2024. Ein Film von Fabrice Buysschaert. Unter Mitwirkung von Ernst Pernicka, Reyhan Körpe, Brian Rose, Rüstem Aslan und Ridran Gölcük 44 Minuten).

### Artikel und Aufsätze
- Troja – Mykener gegen Hethiter? (Memento vom 13. Juli 2006 im Internet Archive) Auf: ancient-cultures.com. (dt.)
- Das Drama von Troja. (Memento vom 14. März 2004 im Internet Archive) National Geographic, Nr. 12, 1999 (mit Videos über die Anlage)
- Skript über „Troy VII“ und die „Historizität“ des Trojanischen Krieges. (Memento vom 3. Juli 2010 im Internet Archive) Dartmouth College, March 18, 2000 (engl.)
- Joachim Latacz: Wilusa (Wilios/Troia). (Memento vom 17. November 2014 im Internet Archive). Zentrum eines hethitischen Gliedstaates in Nordwest-Kleinasien. Aufsatz vom 15. Oktober 2001 für die Hethiter-Ausstellung in Bonn 2002 (PDF; 569 KiB)
- Ist Troja gleich Atlantis? Viele Parallelen erkennbar. (Memento vom 11. Januar 2008 im Internet Archive) ZDF, 28. September 2003
- Rückblick: Der Tübinger Kampf um Troia. (Memento vom 24. September 2015 im Internet Archive). (Zwischen Kolb und Korfmann). Troja-Portal des Schwäbischen Tagblatts, 12. August 2005
- Troia: Stadttor und Gräber aus der Bronzezeit entdeckt. Forscher aus acht Ländern bei Grabungskampagne 2009 erfolgreich. Scinexx, 25. September 2009, abgerufen am 8. September 2020.
- Der Mythos lebt. In: Focus. 10. Januar 2010, abgerufen am 12. September 2014 (11-teilige Artikelreihe).
- Hakan Baykal: Deutsche Archäologen verlassen Troja. Auf den Spuren von Homer. In: Tagesspiegel. 12. Februar 2013, abgerufen am 12. September 2014.
- Ernst Pernicka, Peter Jablonka, Magda Pieniążek: Die Erforschung Trojas. Spektrum.de, 17. November 2016, abgerufen am 22. November 2016.
- Hans-Martin Lohmann: Im Reich der Fabel. Troia hat es nie gegeben. Frankfurter Rundschau, 3. März 2011. Rezension zu Frank Kolbs Zusammenfassung der Troia-Debatte.

### Fotos und Videos
- Troja und Ebene von Troja. (Memento vom 27. Februar 2009 im Internet Archive). Bei: livius.org. (Engl.).
- Satellitenbild von der NASA